# 恋するソウル
恋するソウル（こいするそうる）は、韓国のソウルなどの話題を紹介する情報バラエティ番組。テレビ東京系列で2010年7月4日から9月26日まで、毎週日曜日10:00～10:30に放送。全13回、ハイビジョン制作（アナログはレターボックス放送）。

## 概要
毎回ゲスト1名が韓国・ソウルを旅し、その知られざる場所やグルメなどの気になる情報を伝える紀行番組。とあるショップに見立てたスタジオではゲストが押切・近藤と共に思い出トークを展開する。
押切のテレビ東京系番組レギュラーは2003年10月 - 2004年3月放送の『常夏ガール』以来7年ぶり。近藤は本作がテレビ東京系番組初レギュラーだった。
番組ホームページでは当日の放送内容にちなんだ問題を解くと楽天ポイントが当たる「ソウル検定」が行われていた。

## 出演
- 押切もえ（モデル、番組ナビゲーター）
- 近藤しづか（モデル、レギュラー）

## サブタイトル・ゲスト
1. 「ミスカル」長谷川理恵（7月4日）
2. 「硫黄鴨」山口もえ（7月11日）
3. 「トック」石黒彩（7月18日）
4. 「サムゲタン」西山茉希（7月25日）
5. 「韓流ドラマ・ロケ地巡り」増田英彦（8月1日）
6. 「コングクス&激安買い物」相沢まき（8月8日）
7. 「思いっきり汗をかこう!激辛料理店巡り」神戸蘭子（8月15日）
8. 「コリアンビューティーの秘密」辺見えみり（8月22日）
9. 「韓国の伝統から現代への融合」田崎真也（8月29日）
10. 「江南地区攻略ガイド」安田美沙子（9月5日）
11. 「韓国初（発）のもの探し」八田亜矢子（9月12日）
12. 「総集編＋ソウルNo.1を探せ!（前編）」（9月19日）
13. 「総集編＋ソウルNo.1を探せ!（後編）」（9月26日）

## エンディングテーマ曲
- 「青春コレクション」モーニング娘。（#1 - #5）
- 「夢見る 15歳」スマイレージ（#6 - #9）
- 「I My Me Mine（Japanese Ver.）」4minute（#10 - #13）

## スタッフ
- ナレーター：新かな子
- 構成：内藤高淑、生駒毅
- ヘアメイク：オーエスクリエイション
- 撮影技術：株式会社アニキ
- カメラ：佐竹力也、神津史憲、伊藤晶子
- VE：吉田智美、岡本洋平
- 編集・MA：テクノマックス
- 音効：谷口耕次
- コーディネーター：ヤン・ミナ、林文子、キム・ミョンジン、ベ・ポンソブ
- アソシエイトプロデューサー：浜田弘光、河野優
- 制作デスク：村野宏
- AD：ジョン・ヒョンヨン
- ディレクター：黒原竜二
- 演出：宮本智仁
- プロデューサー：高瀬義和（テレビ東京）、大野豊仁（WTV）
- 製作：テレビ東京、WTV